# Baltimora
Baltimora var et italiensk musikprojekt, der var aktive fra 1984 til 1987. De er bedst kendt for deres single "Tarzan Boy" fra 1985 og betragtes ofte som et One-hit wonder i Storbritannien og USA på grund af sangens succes sammenlignet med deres andre singler. I andre europæiske lande, herunder deres hjemland Italien, havde Baltimora større succes.
I begyndelsen af 1984 mødte Maurizio Bassi, en musikproducer, Jimmy McShane i Milano. McShane var en uddannet skuespiller, danser og akut medicinsk tekniker, der arbejdede for Røde Kors i Nordirland. Volkalerne blev udført af Maurizio Bassi, hvor McShane undertiden leverede baggrunds vokaler.
Baltimoras første single, "Tarzan Boy", blev udgivet i april 1985 og blev en kæmpe europæisk succes. Den toppede nr. 5 i adskillige lande. Sangen kom til sidst på den britiske hitliste, hvor den nåede nr. 3 i august 1985. Deres første album, Living in the Background, blev udgivet i slutningen af 1985 og i USA året efter. På trods af succesen med "Tarzan Boy" nåede Living in the Background kun nr. 49 på de amerikanske hitlister. Da Baltimoras andet album, Survivor in Love blev udgivet i 1987, solgte albummet dårligt og sangen “Key Key Karimba" mislykkedes med komme på de internationale hitlister. Baltimora mistede derfor labelstøtte, og Bassi besluttede til sidst at opløse projektet.
Jimmy McShane døde af en Hiv-relateret sygdom i marts 1995.

## Diskografi
- Living In The Background (1985)
- Survivor in Love (1987)